# Париж, я люблю тебя
«Париж, я люблю тебя» (фр. Paris, je t'aime) — киноальманах, состоящий из восемнадцати короткометражных фильмов о разных проявлениях любви, каждая из которых происходит в определённом округе Парижа. Длительность короткометражных роликов составляет пять минут, причём у каждого из них свой режиссёр, сценарист и актёры.
Премьера фильма состоялась 18 мая 2006 года на Каннском кинофестивале.

## Сюжет
Изначально планировалось снять двадцать короткометражных эпизодов — по количеству округов Парижа, но два из них, о 15-м округе (режиссёр — Кристоффер Боэ) и об 11-м округе (режиссёр — Рафаэль Наджари), не были включены в фильм, так как не соответствовали духу всей ленты.

### XVIII округ:Монмартр(Montmartre)
- Режиссёр и сценарист — Брюно Подалидес
- В ролях:

- Брюно Подалидес — водитель
- Флоранс Мюллер — молодая женщина

Мужчина долгое время пытается найти место для парковки. Он одинок и с завистью смотрит на прогуливающиеся парочки, беременных женщин и матерей с детьми. Неожиданно около его машины обессиленно падает молодая женщина. Он с помощью прохожих укладывает женщину на заднее сиденье своей машины. Женщина приходит в себя и с благодарностью берёт его за руку, когда он предлагает подвезти её до места.

### V округ:Набережная Сены(Quais de Seine)
- Режиссёр — Гуриндер Чадха
- Сценаристы — Пол Маеда Бержес и Гуриндер Чадха
- В ролях:

- Сирил Дескур — Франсуа
- Лейла Бехти — Зарка

Трое юношей, сидящих на берегу Сены, неумело пристают к проходящим мимо девушкам и отпускают сальные шутки. Рядом сидящая мусульманская девушка с покрытой головой снисходительно улыбается. Когда она собирается уходить, спотыкается о камень. Один из юношей помогает ей подняться и повязать платок. Зарка спрашивает, почему он и его друзья говорят проходящим девушкам такие неприятные вещи; Франсуа спрашивает Зарку, почему она носит головной платок, несмотря на то, что она красива. Девушка идёт в мечеть, Франсуа после некоторых колебаний следует за ней. Из мечети Зарка выходит со своим дедом. Франсуа отстаёт, но дед приглашает его пойти вместе с ними.

### IV округ:Маре(Le Marais)
- Режиссёр и сценарист — Гас Ван Сент
- В ролях:

- Элайас Макконнелл — Эли
- Гаспар Ульель — Гаспар
- Марианна Фэйтфул — Марианна

Действие новеллы происходит в квартале Маре. Гаспар и Марианна заходят в художественную студию. Пока Марианна улаживает дела, Гаспар заводит беседу с сидящим там парнем Эли. После ухода посетителей выясняется, что Эли не говорит по-французски и почти ничего не понял из речи Гаспара.

### I округ:Тюильри(Tuileries)
- Режиссёры и сценаристы — Джоэл и Итан Коэны
- В ролях:

- Жюли Батай — Жюли
- Стив Бушеми — турист
- Аксель Кернер — Аксель

Американский турист, ожидающий поезда метро, читает в путеводителе, что в метро не следует смотреть людям в глаза. На противоположной платформе он замечает целующуюся пару. Аксель, молодой человек, кричит ему, что он не должен так смотреть. Девушка идёт к туристу и целует его. Аксель жестоко избивает туриста и молодые люди мирятся. Всё время сюжета в главного героя плюётся жёваной бумагой маленький мальчик.

### XVI округ: Вдалеке от16-го округа(Loin du 16e)

Ана у колыбели чужого ребёнка

- Режиссёры и сценаристы — Вальтер Саллес и Даниэла Томас
- В ролях:

- Каталина Сандино Морено — Ана

Молодая женщина встаёт утром в одном из мрачных пригородов Парижа. Она отводит своего малыша в ясли и тихо напевает ему колыбельную, чтобы он успокоился. После долгой утомительной поездки она наконец на месте своей работы: она работает няней в богатой семье и поёт чужому ребёнку ту же колыбельную, чтобы успокоить его.

### XIII округ:Застава Шуази(Porte de Choisy)
- Режиссёр — Кристофер Дойл
- Сценаристы — Габриэль Кэнг, Кэйси Ли и Кристофер Дойл
- В ролях:

- Барбет Шрёдер — Монсеньор Энни
- Ли Хин — Мадам Ли

Пожилой агент фирмы, предлагающий товары для парикмахерских, сталкивается в салоне с воинственными парикмахершами, танцует с худенькими моделями и провожает юную азиатку в длинном чёрном платье к метро. Обыгрывается имя агента Энни, созвучное с китайской фразой «люблю тебя» (爱你).

### XII округ:Бастилия(Bastille)
- Режиссёр и сценарист — Изабель Койшет
- В ролях:

- Хавьер Камара — доктор
- Серджо Кастеллитто — супруг
- Миранда Ричардсон — супруга в красном тренче
- Леонор Уотлинг — любовница

Мужчина ждёт в кафе свою жену, чтобы сообщить ей, что бросает её ради «пылкой стюардессы». Но его жена показывает ему диагноз врача — лейкемия на последней стадии. Мужчина решает остаться с женой и расстаётся со стюардессой посредством SMS. Мужчина так старательно изображает любящего мужа, что вновь влюбляется в свою жену. После её смерти он впадает «в эмоциональную кому, из которой не вышел по сей день».

### II округ:Площадь Побед(Place des Victoires)
- Режиссёр и сценарист — Нобухиро Сува
- В ролях:

- Жюльет Бинош — Сюзанна
- Мартин Комбс — Жюстен
- Уиллем Дефо — ковбой
- Ипполит Жирардо — отец

С тех пор, как умер её маленький сын, Сюзанна постоянно находится в депрессии и видит во сне кошмары. Однажды ночью она в состоянии лунатизма приходит к пустынной площади Побед, где находится конная статуя Людовика XIV, опускается на колени и встречает ковбоя. Он даёт Сюзанне возможность в последний раз обнять сына, который любил ковбоев и индейцев. Так она окончательно прощается с сыном и возвращается к мужу.

### VII округ:Эйфелева башня(Tour Eiffel)
- Сценарист и режиссёр — Сильвен Шоме
- В ролях:

- Пол Путнер — мим (он)
- Иоланда Моро — мим (она)

Мальчик с большим ранцем рассказывает, как познакомились его родители. Его отец, гениальный мим, был арестован и в тюрьме познакомился с матерью мальчика, тоже мимом.

### XVII округ:Парк Монсо(Parc Monceau)
- Режиссёр и сценарист — Альфонсо Куарон
- В ролях:

- Сара Мартинс — Сара
- Ник Нолти — Винсент
- Людивин Санье — Клэр

Печальная молодая женщина встречается с пожилым мужчиной, который пытается её утешить. Женщина жалуется мужчине на другого мужчину, так что создаётся впечатление, что пожилой мужчина — её любовник, которому она жалуется на мужа. Но он — её отец и остаётся присматривать за ребёнком (своим внуком, на которого жаловалась дочь), пока женщина со своей подругой идут в кино. Как только девушки скрываются из вида, ребёнок начинает плакать, а мужчина прикуривает сигарету, чего ему нельзя было делать при дочери.

### III округ:Квартал Анфан-Руж(Quartier des Enfants Rouges)
- Режиссёр и сценарист — Оливье Ассайяс
- В ролях:

- Джоана Прайс — Джоанна
- Мэгги Джилленхол — Лиз
- Лайонель Дрэй — Кэн

Американская актриса Лиз влюбляется в наркодилера, который снабжает её наркотиками, и даёт ему свой номер. Но когда она открывает дверь, замечает, что в этот раз он послал к ней своего помощника.

### XIX округ: Плас-де-Фет (Площадь Праздников) (Place des fêtes)
- Режиссёр и сценарист — Оливер Шмитц
- В ролях:

- Сейду Боро — Хассан
- Аисса Майга — Софи

Тяжело раненый темнокожий мужчина спрашивает санитарку скорой помощи, не согласится ли она выпить с ним кофе. Он вспоминает, как они в первый раз встретились, когда он работал на автостоянке. В тот раз он не успел пригласить девушку на чашечку кофе, так как она быстро ушла. Шеф темнокожего уборщика увольняет его, так как ему кажется, что тот плохо работает. Тогда уборщик идёт на улицу и зарабатывает себе на жизнь музыкой. Подростки отбирают у него гитару и, когда он пытается вернуть свой инструмент, ранят его ножом. Санитаркой, оказывающей ему помощь, оказывается та самая девушка со стоянки. Напевая песню, он напоминает ей об их первой встрече. Девушка соглашается вместе выпить кофе. Но, когда им приносят чашки, мужчина умирает.

### IX округ:Пигаль(Pigalle)
- Режиссёр и сценарист — Ричард Лагравенезе
- В ролях:

- Боб Хоскинс — Боб
- Ипполит Жирардо
- Фанни Ардан — Фанни Форестьер

Пожилой мужчина заходит в бордель, где его ожидает также не совсем молодая женщина. Она заставляет его отказаться от услуг молодой проститутки ради неё. В конце выясняется, что они — бывшие актеры, которые решили немного подогреть страсть между ними, разыграв эту сцену.

### VIII округ:Квартал Мадлен(Quartier de la Madeleine)
- Режиссёр и сценарист — Винченцо Натали
- В ролях:

- Элайджа Вуд — прохожий
- Ольга Куриленко — вампир
- Уэс Крэйвен — жертва

Молодой человек наблюдает, как девушка-вампир пьёт кровь у своей жертвы. Вампирша замечает это и готовится вонзить клыки в свидетеля. Однако, заглянув в глаза юноше, неожиданно уходит. Молодой человек разрезает бутылочным стеклом руку и предлагает себя, но девушка не принимает жертву. Юноша поскальзывается и падает с лестницы, из разбитой головы вытекает кровь в форме сердца. Вампирша даёт ему выпить своей крови, и возвращает к «жизни» — у него появляются острые клыки. Они хотят поцеловаться, но в этот момент превратившийся в вампира юноша страстно впивается клыками в шею спасительницы и жадно пьёт её кровь. Она поступает так же.

Уильям и Франсис на кладбище Пер-Лашез

### XX округ:Пер-Лашез(Père-Lachaise)
- Режиссёр и сценарист — Уэс Крэйвен
- В ролях:

- Эмили Мортимер — Франсис
- Александр Пэйн — Оскар Уайльд
- Руфус Сьюэлл — Уильям

Пара английских туристов, планирующая через несколько недель пожениться, осматривает кладбище Пер-Лашез. Когда Франсис понимает, что её будущий муж напрочь лишён чувства юмора и она никогда не сможет жить с таким человеком, она хочет расторгнуть помолвку и уходит (почти убегает) от своего жениха. Однако призрак Оскара Уайльда даёт ему пару ценных советов и тем самым спасает пару от расставания.

Томас и Франсин.
Эпизод Faubourg Saint-Denis

### X округ: Фобур-Сен-Дени (Faubourg Saint-Denis)
- Режиссёр и сценарист — Том Тыквер
- В ролях:

- Мельхиор Беслон — Томас
- Натали Портман — Франсин

Слепой юноша отвечает на телефонный звонок и слышит, что его девушка хочет с ним расстаться. Он вспоминает, как они познакомились: он услышал, как кто-то кричит, и подошёл к окну. Франсин объяснила, что она репетирует сцену для вступительного экзамена в актёрской школе. Так они становятся парой. В ускоренном движении показывают все стадии их отношений… Франсин снова звонит ему. Оказывается, те слова, которые она ему сказала, были частью её новой роли, и она всего лишь репетировала. Томас молчит, и она спрашивает его, слышит ли он её. Он отвечает: «Нет, я тебя вижу». Новелла, получившая самые восторженные отклики, стала визитной карточкой фильма.

### VI округ:Латинский квартал(Quartier Latin)
- Режиссёры — Жерар Депардьё и Фредерик Обюртен
- Сценарист — Джина Роулендс
- В ролях:

- Жерар Депардьё — официант
- Бен Газзара — Бен
- Джина Роулендс — Джина

Они уже давно живут не вместе, но теперь хотят наконец официально развестись, так как его новая девушка беременна, да и Джина живёт с мужчиной намного младше её. Сарказм, с которым они разговаривают друг с другом в бистро, показывает, как это их обоих ранит и что они до сих пор друг друга любят.

### XIV округ:14-й округ(14e arrondissement)
- Режиссёр и сценарист — Александр Пэйн
- В ролях:

- Марго Мартиндейл — Кэрол

Американская туристка, немолодая, обаятельная и не по своей воле одинокая приехала на шесть дней в Париж, чтобы познакомиться с городом. Она идёт в китайский ресторан и обедает в полном одиночестве, когда вокруг неё все сидят по двое. На смотровой площадке одного из парижских небоскрёбов она сожалеет, что ей некому сказать «посмотри, разве это не прекрасно?». Но, сидя на лавочке в парке, она вдруг понимает, что влюблена в Париж и что её любовь… взаимна.

## Производство
Эпизод «Фобур-Сен-Дени» был снят Томом Тыквером в 2002 году. Короткометражный фильм «Правда» («True») был впервые показан в 2004 году в дополнение к фильму Ахима фон Борриса «К чему помыслы о любви?» В титрах можно было увидеть неприметную надпись «Ф. посвящается» с намёком на закончившиеся в 2002 году отношения с Франкой Потенте. Этот эпизод был также использован для привлечения других режиссёров к работе над фильмом. Братья Коэны согласились принять участие в съёмках после его просмотра.
Вначале планировалось снять истории в каждом из двадцати округов, но впоследствии от двух решено было отказаться.

## Франшиза «...Я люблю тебя»
Фильм стал первой частью серии киноальманахов «...Я люблю тебя». Действие каждого происходит в одном из городов земного шара:
- «Нью-Йорк, я люблю тебя» (2009) — Нью-Йорк,  США
- «Москва, я люблю тебя!» (2010) — Москва,  Россия
- «Революция, я люблю тебя» (2010) —  Мексика, происходит после Мексиканской революции в 1910 году.
- «Шанхай, я люблю тебя» (2011) — Шанхай,  Китай
- «Влюблённые в Киев» (2011) — Киев,  Украина
- «Бишкек, я люблю тебя» (2011) — Бишкек,  Кыргызстан
- «Сапсан, я люблю тебя» (2012) — Поезд «Сапсан» между Москву и Санкт-Петербург,  Россия
- «Гавана, я люблю тебя» (2012) — Гавана,  Куба
- «Сердце мое — Астана» (2012) — Астана,  Казахстан
- «Рио, я люблю тебя[англ.]» (2013) — Рио-де-Жанейро,  Бразилия
- «Кливленд, я люблю тебя» (2013) — Кливленд,  США
- «Иерусалим, я люблю тебя» (2014) — Иерусалим,  Израиль
- «Тбилиси, я люблю тебя» (2014) — Тбилиси,  Грузия
- «Баку, я люблю тебя» (2015) — Баку,  Азербайджан
- «Петербург. Только по любви» (2016) — Санкт-Петербург,  Россия
- «Улан-Удэ, я люблю тебя» (2018) — Улан-Удэ,  Россия
- «Берлин, я люблю тебя» (2019) — Берлин,  Германия
- «Алматы, я люблю тебя!» (2023) — Алматы,  Казахстан

и др.